# Taga (Shiga)
Taga (多賀町 Taga-chō?) es un pueblo localizado en el Distrito de Inukami, Shiga, Japón. Se ha desarrollado alrededor del santuario sintoísta de Taga Taisha, uno de los santuarios más famosos de Shiga.
En 2010, el pueblo tenía una población estimada de 7.764 y una densidad de 56,7 personas por km². El área total es de 135,93 km².

## Demografía
| 1970 | 9.279 |  |
| 1975 | 9.382 |  |
| 1980 | 9.284 |  |
| 1985 | 9.353 |  |
| 1990 | 9.136 |  |
| 1995 | 8,916 |  |
| 2000 | 8.463 |  |
| 2005 | 8.145 |  |
| 2010 | 7.764 |  |

## Transporte

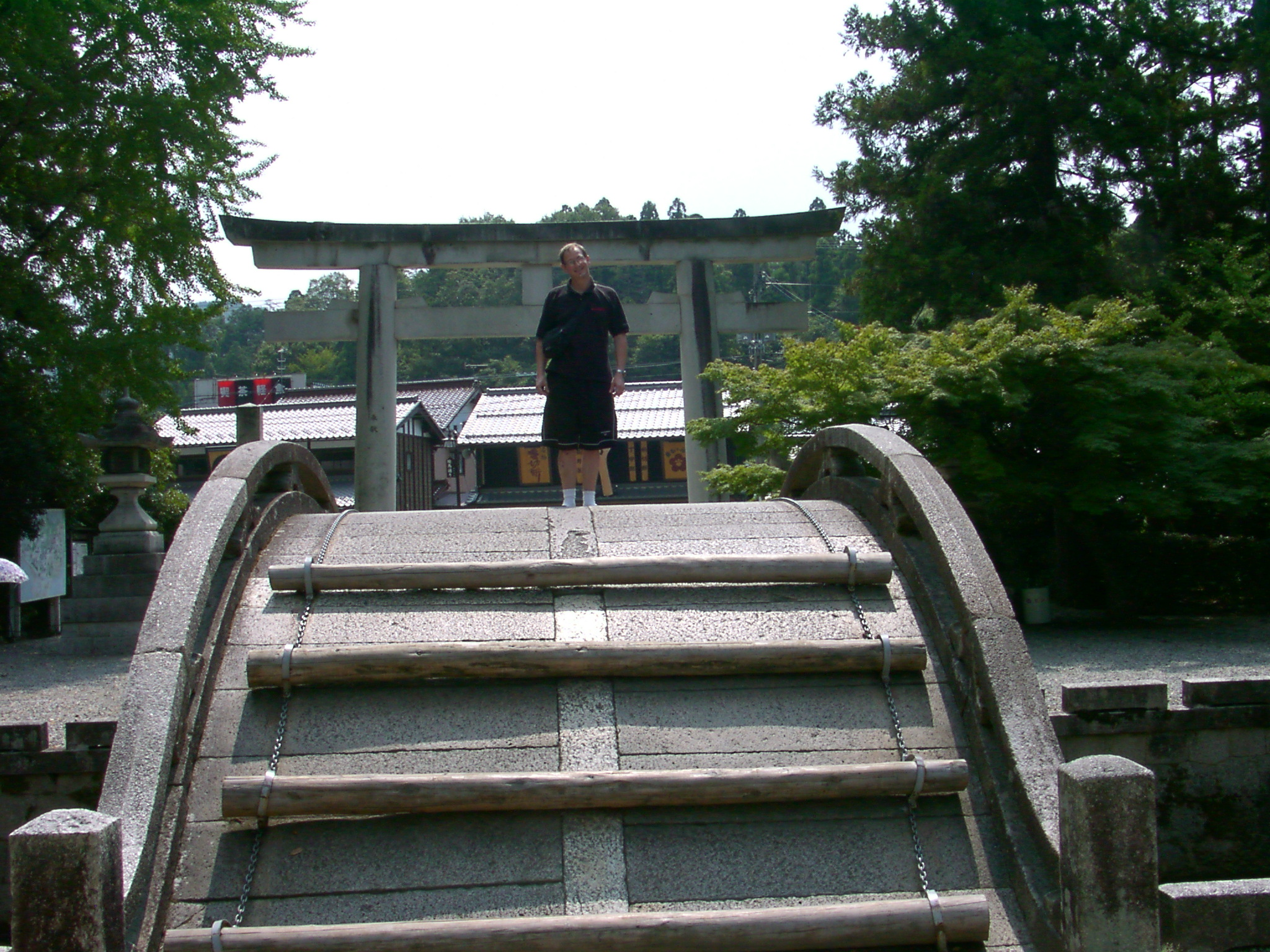
Puente de piedra en el Santuario de Taga Taisha

### Ferrocarril
El pueblo tiene una estación local, la Estación de Taga Taisha-mae, operada por Ohmi Railway.
| «                          | «                          | Servicio                   | »                          | »                          |
| Línea Taga de Ohmi Railway | Línea Taga de Ohmi Railway | Línea Taga de Ohmi Railway | Línea Taga de Ohmi Railway | Línea Taga de Ohmi Railway |
| -------------------------- | -------------------------- | -------------------------- | -------------------------- | -------------------------- |
| Screen                     |                            | Local                      |                            | Terminal                   |

### Carretera
Autovías Nacionales
Autovía de Meishin
Rutas Nacionales
Ruta Nacional 306
Ruta Nacional 307
Carreteras Regionales Importantes
Carretera de Shiga 17 Tramo Taga-Samegai
Carretera de Shiga 34 Tramo Taga-Eigenji
Carreteras Regionales Secundarias
Carretera de Gifu-Shiga 139 Tramo Kamiishizu-Taga
Carretera de Shiga 224 Tramo Taga-Takamiya
Carretera de Shiga 225 Tramo Taga-Teishaju
Carretera de Shiga 226 Tramo Same-Binmanji
Carretera de Shiga 239 Tramo Suidani-Hikone
Carretera de Shiga 330 Tramo Koura-Taga
Carretera de Shiga 544 Tramo Oohori-Taga